# Guillaume le Bâtard, conquérant
Guillaume le Bâtard, conquérant est une biographie de Guillaume le Conquérant (1027-1087), duc de Normandie et roi d'Angleterre, par l'écrivain Jean de La Varende, parue en 1946. Elle a été écrite à Chamblac, de 1943 à 1945.
Les cartes sont établies par l'auteur et les Dessins d'après la tapisserie de Bayeux de G. Marjollin. Frontispice gravé sur bois par Blaise Monod ; en noir et blanc.

## Résumé
« Le passé n'est qu'un sommeil : pour une esprit attentif et sensible, tout se ranime » ; par ces mots, La Varende plonge son lecteur dans l'épopée du jeune duc bâtard, devenu conquérant et roi de l'Angleterre en l'an 1066. Quelques cartes, et un retour sur les ancêtres, depuis 911, permettent de poser rapidement le contexte. Guillaume ne naît qu'au second chapitre (p. 58). S'ensuit une étude détaillée de la vie, des faits et gestes, et de l'entourage du Bâtard, Normand, racontée par La Varende.

## Chapitres
L'ouvrage se détaille comme suit :

'1re partie : Le vainqueur de la Normandie
1. Les ancêtres - 911-1028 : L'auteur brosse le portrait des prédécesseurs du futur roi, tout en décrivant la formation de la Normandie comme principauté, sans oublier d'évoquer sa beauté. En novembre 1944, reprenant son texte, La Varende rédige en note : « Depuis que ces pages ont été écrites, la province [de Normandie] a encore terriblement souffert (...), il est impossible de ne pas en tenir compte en publiant sa vie dont l'évocation fut si fort aidée par le contact avec tant de lieux suggestifs, émouvants, admirables. La Normandie était une sorte de Toscane nordique (...). »
2. Son père[2] - 1010-1035 : évocation du jeune cadet, non destiné à gouverner le duché, et qui s'éprend d'Arlette.
3. L'enfance tragique - 1035-1042 : de la mort du duc Robert II à sa reconnaissance ; il prend le pouvoir et gouverne lui-même.
4. La grande révolte des barons - 1042-1047 : de la fuite de Valognes à la Bataille du Val-ès-Dunes.
5. Autour de Brionne - 1047-1050 : dans le contexte du blocus du château de Brionne, La Varende en profite pour nous donner de magnifiques pages sur le renouveau du monachisme en Normandie au XIe siècle, sur l'abbaye Notre-Dame du Bec[3], et sur le rôle de Lanfranc.
6. Contre l'Anjou et les Rollonides - 1050-1053.
7. Contre le roi de France - 1054-1057 : bataille de Varaville
8. Le duc et la Normandie : notes sur la vie, la culture et la foi normandes.

'2e partie : Le vainqueur de l'Angleterre
1. L'Angleterre : description du royaume anglo-saxon, de ses rois, et serment de Harold.
2. La campagne diplomatique : apprenant l'usurpation, Guillaume organise sa conquête.
3. Les drakkars du duc : description par un spécialiste des bateaux.
4. Le départ et l'arrivée : faux départ, puis traversée et débarquement à Pevensey.
5. La bruyère de Senlac : combat et victoire à la Bataille d'Hastings (14 octobre 1066).
6. La fausse conquête : couronnement et apothéose.
7. La vraie conquête - 1066-1075 : Guillaume doit pacifier l'Angleterre, dans les années qui suivent son couronnement.

'3e partie : Le vaincu de soi-même
1. En Normandie - 1075-1083 : à cause de la rébellion de Robert son fils aîné, Guillaume doit rester en Normandie. Mort de la reine Mathilde.
2. La fin - 1083-1087 : l'approche de la mort, entre Angleterre et Normandie

Épiloque - 1087-1204 : « Les présages sinistres ne mentirent point; à peine notre Duc mort, la Normandie tomba dans le désordre ». Tel est le constat de l'historien qui nous mène en quelques pages à la commise de 1204, et au-delà, puisque les mots de la fin traversent tous les siècles suivants : « Nous [les Normands] avons apporté [à la France] bien plus que nos écus et nos vivres : nous avons exporté notre esprit d'aventure, et la puissance de nos rêves. Grâce à nos découvreurs, nos marins, à nos soldats, nos poètes, l'impulsion communiquée à l'esprit par le Conquérant, qui voulut paver d'abbayes sa province, nous l'avons accrue. Nos bâtisseurs, nos écrivains, furent tels, que si on devait les arracher du patrimoine nationale, il ne resterait à la France que bien peu d'architecture et de lettres. Cela n'est qu'une mise au point (...) et ne signifie pas que nous nous refusions à donner encore; nous espérons toutefois que nos grands hommes retrouverons enfin, dans le panthéon français, leur culte et leur ferveur, leur valeur d'exemple pour l'action efficace. »

## Éditions
- Jean de La Varende, Guillaume le Bâtard, conquérant, Paris, Union bibliophile de France (coll. Vox), 1946, 422 p., ill.